# جون جيمس جاكسون
جون جيمس جاكسون (بالإنجليزية: John James Jackson)‏ هو متزلج جماعي بريطاني، ولد في 11 أبريل 1977 في بيشوب أوكلاند ‏ في المملكة المتحدة.

## وصلات خارجية
- جون جيمس جاكسون على موقع IBSF (الإنجليزية)
- جون جيمس جاكسون على موقع اللجنة الأولمبية الدولية (الإنجليزية)
- جون جيمس جاكسون على موقع أوليمبيديا (الإنجليزية)
- جون جيمس جاكسون على موقع اللجنة الأولمبية البريطانية (الإنجليزية)